# Exocoetus
Exocoetus (Linnaeus, 1758) è un genere di pesci ossei marini appartenenti alla famiglia Exocoetidae.

## Distribuzione e habitat
Il genere si trova in tutti i mari e gli oceani tropicali e subtropicali. Nel mar Mediterraneo sono presenti due specie, entrambe rare, E. volitans ed E. obtusirostris.
Sono epipelagici e si incontrano sia in acque costiere che in alto mare.

## Biologia
Come tutti gli Exocoetidae o pesci volanti sono in grado di uscire dall'acqua e di intraprendere brevi voli per sfuggire ai predatori aiutandosi con le pinne pettorali molto sviluppate.

## Tassonomia
Il genere comprende 5 specie:
- Exocoetus gibbosus
- Exocoetus monocirrhus
- Exocoetus obtusirostris
- Exocoetus peruvianus
- Exocoetus volitans